# إبراهيم المنصوري (لاعب كرة قدم قطري)
إبراهيم متعب المنصوري لاعب كرة قدم قطري، ولد في (9 أغسطس 2003) لعب سابقاً في نادي الدحيل.